# Захват государства
Захват государства — вид политической коррупции, при котором частные интересы существенно влияют на процессы принятия решений государством в своих интересах.
Термин был впервые использован Всемирным банком в 2000 году для описания некоторых стран Центральной Азии, в стадии перехода от советского коммунизма, где небольшие коррумпированные группы использовали своё влияние на правительственных чиновников для присвоения правительственных решений с целью укрепления своих собственных экономических позиций.
Обвинения в захвате государства привели к протестам в Болгарии в 2013—2014 и 2020—2021 годах, в Румынии в 2017 году и стали причиной продолжающихся беспорядков в Южной Африке, начиная с 2016 года. Турция считается примером захвата государства после 2002 года. Термин также использовался критиками Дональда Трампа в отношении Илона Маска.

## Определение
Первоначальное определение захвата государства относится к способу, которым официальные процедуры (такие как законы и социальные нормы) и государственная бюрократия манипулируются государственными чиновниками, компаниями, поддерживаемыми государством, частными компаниями или частными лицами с целью повлиять на государственную политику и законы в свою пользу.
Захват государства направлен на формирование или изменение законов с целью продвижения интересов влиятельных лиц. Этим захват отличается от других форм коррупции, основанных на применении уже существующих законов.
Захват государства не обязательно является незаконным, что зависит от отношения самого государства и может быть проведён посредством частного лоббирования и влияния. Влияние может осуществляться через ряд государственных институтов, включая законодательную власть, исполнительную власть, министерства и судебную систему, или через коррумпированный избирательный процесс. Процесс сходен с регуляторным захватом, но отличается масштабом и разнообразием областей влияния.
В 2017 году группа южноафриканских ученых развила эту концепцию в докладе о захвате государства в Южной Африке под названием «Отчет о предательстве обещания». Анализ подчеркивает политический характер захвата государства, утверждая, что в Южной Африке правящая элита нарушила Конституцию и закон, преследуя политический проект, который она считала недостижимым в рамках существующей конституционно-правовой базы.
В научной статье 2023 года утверждается, что «концепция захвата государства помогает структурировать наше понимание моделей масштабной коррупции, наблюдаемых по всему миру в различных контекстах, и все чаще даже в странах, которые когда-то считались безопасными демократиями».

## Характеристики
Захват государства может включать изменение законодательной базы с целью извлечения прибыли инсайдерами, наполнение общественных институтов подставными лицами, распределение привилегий среди узкого круга лиц, запугивание и подчинение деловых кругов, ликвидацию системы сдержек и противовесов. Целью перечисленных действий может быть усиления власти группы узурпаторов с одновременным обогащением последних.

## Примеры по странам
Британский еженедельник The Economist отмечает тенденцию к росту случаев захвата государства, приводя в качестве последних примеров Россию и КНР.
КНР
Китай заявляет о прогрессе в борьбе с коррупцией при президенте Си Цзиньпине, однако в соответствии с данными Брукингского института, ситуация в стране всё больше приближается к захвату государства.
Россия
По мнению The Economist, Владимир Путин обращается с Россией, как со своей частной собственностью.
США
По мнению The Economist, угроза захвата государства проявляется в попытках Дональда Трампа расширить свои полномочия за дозволенные рамки и захват воротилами, такими как Илон Маск, незаконных полномочий.

## Противодействие
По мнению политологов, для свержения захватчиков важен настрой общества, в котором большую роль играет патриотизм. Однако исторический опыт показывает, что возврат захваченного государства очень труден. Намного проще не допускать захвата.